# 吳蘭 (嘉靖進士)
吳蘭（1495年—？），字卿佩，直隸廬州府六安州霍山縣民籍，雲南曲靖府霑益州人，明朝政治人物。

## 生平
正德十一年（1516年）丙子科應天鄉試第一百七名舉人，嘉靖十七年（1538年）中式戊戌科會試第三百十八名，三甲第一百二十四名進士。授濰縣知縣。

## 家族
曾祖吳信；祖父吳泰，府教授；父吳鳳儀，訓導。母嚴氏。具慶下。弟吳茝。